# Torsten Sondén
Torsten Vilhelm Sondén, född 21 juli 1893 i Stockholm, död 20 februari 1953, var en svensk psykiater. Han var son till Klas Sondén.
Sondén blev medicine kandidat 1916, medicine licentiat vid Uppsala universitet 1922, medicine doktor där 1927, docent vid Lunds universitet i psykiatri 1931 och i rättspsykiatri 1945. Han var läkare vid Uppsala hospital 1922–1930, överläkare vid Sankt Lars sjukhus i Lund 1931–1945, läkare vid sinnessjukavdelningen vid centralfängelset i Malmö 1932–1945 och blev överläkare där 1946. 
Sondén var sakkunnig inom justitiedepartementet bland annat i frågor angående strafflagens tillräknelighetsbestämmelser och författade ett antal arbeten speciellt rörande psykosomatiska och rättspsykiatriska frågor. Han är begravd på Uppsala gamla kyrkogård.